# 7270 Punkin
7270 Punkin eller 1978 NY7 är en asteroid i huvudbältet som upptäcktes den 7 juli 1978 av den amerikanske astronomen Edward L.G. Bowell vid Palomar-observatoriet. Den är uppkallad efter Erica Ann Broman.
Asteroiden har en diameter på ungefär 15 kilometer, den tillhör asteroidgruppen Themis.